# Epopella eosimplex
Epopella eosimplex is een zeepokkensoort uit de familie van de Austrobalanidae. De wetenschappelijke naam van de soort is voor het eerst geldig gepubliceerd in 1854 door Darwin.